# Максимов, Леонид Александрович (физик)
Леони́д Алекса́ндрович Макси́мов (19 марта 1931, Москва — 12 января 2018, там же) — советский и российский учёный-физик, член-корреспондент РАН (1997), лауреат Ленинской премии (1986), главный научный сотрудник Института сверхпроводимости и физики твёрдого тела Российского научного центра «Курчатовский институт», профессор МФТИ (кафедра теоретической физики).
Член редколлегии Журнала экспериментальной и теоретической физики.

## Биография
Окончил МГУ (1955). Доктор физико-математических наук. Член-корреспондент РАН c 30 мая 1997 по Отделению общей физики и астрономии (физика).

## Научная деятельность
Основные работы в области теоретической физики. Специалист в области молекулярной физики, теории твёрдого тела, квантовой и классической кинетики.

## + художественные дарования
А ещё он был прекрасным человеком и замечательным художником. О выставках его картин знали и писали не только физики, но и критики-профессионалы. Каждый сотрудник кафедры проходил процедуру «рисования Максимовым», на конференциях, где бывал Леонид Александрович, за «максимовским портретом» выстраивались очереди.

Сын Иван Максимов — российский режиссёр анимации.